# Michael Fortescue
Michael D. Fortescue, född 1946, är en brittiskfödd lingvist specialiserad på arktiska och nordamerikanska indianspråk, exempelvis grönländska, inuktun, tjuktjiska och nitinaht. Fortescue är professor i teoretisk lingvistik vid Köpenhamns universitet och ledamot i den lingvistiska studiecirkeln i Köpenhamn. 
Hans verk Comparative Eskimo Dictionary, med Steven Jacobson och Lawrence Kaplan som medförfattare, är standardverket inom sitt område, liksom hans verk Comparative Chukotko-Kamchatkan Dictionary. I hans bok The Domain of Language utforskar han möjligheterna för en lingvistisk teori baserad på de filosofiska teorierna av Alfred North Whitehead.
Sedan juli 2006 har han arbetat på nitinaht-folkets indianreservat i Kanada och hjälpt till att utarbeta ett alfabet för, och en ordlista över nitinaht-språket.

## Utvalda verk av Michael Fortescue
- 1984. Some Problems Concerning the Correlation and Reconstruction of Eskimo and Aleut Mood Markers. Institut for Eskimologi, Københavns Universitet.
- 1990. From the Writings of the Greenlanders: Kalaallit Atuakklaannit. University of Alaska Press.
- 1991. Inuktun: An Introduction to the Language of Qaanaaq, Thule. Institut for eskimologis skriftrække, Københavns Universitet.
- 1992. Editor. Layered Structure and Reference in a Functional Perspective. John Benjamins Publishing Co.
- 1994. With Steven Jacobson and Lawrence Kaplan. Comparative Eskimo Dictionary with Aleut Cognates. Alaska Native Language Center.
- 1998. Language Relations across Bering Strait: Reappraising the Archaeological and Linguistic Evidence. London and New York: Cassell.
- 2001. Pattern and Process: A Whiteheadian Perspective on Linguistics. John Benjamins Publishing Co.
- 2002. The Domain of Language. Copenhagen: Museum Tusculanum Press.
- 2005. Comparative Chukotko-Kamchatkan Dictionary. Berlin: Walter de Gruyter.